# Jehan Al Sadat

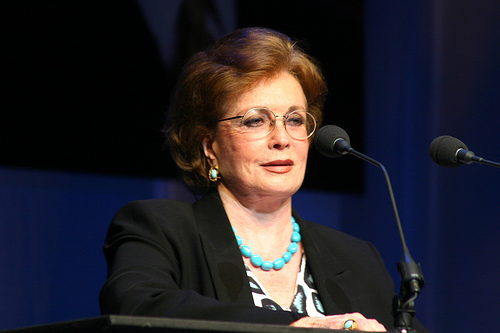
Jehan Sadat talar vid Dean Lesher Regional Center for the Arts i Walnut Creek, Kalifornien i april 2006.

Jehan Al Sadat (جيهان السادات), alternativ stavning: Jihan; flicknamn: Jehan Safwat Raouf, född 29 augusti 1933 i Kairo, död 9 juli 2021 i Kairo, var änka till Anwar Sadat och var således Egyptens första dam från 1970 fram till mordet på Sadat 1981.

## Jehan i unga år
Jehan föddes i Kairo som första flickan och tredje barnet i en familj av övre medelklass. Hennes far var en egyptisk kirurg (Safwat Raouf) och modern en engelsk musiklärarinna (Gladys Cotterill). Hennes uppväxt var, efter faderns önskningar, muslimsk, men hon studerade även vid en kristen flickskola i Kairo.
Som tonåring fascinerades hon av lokalhjälten Anwar Sadat efter att i media ha läst om hans heroiska berättelser och hans mod, lojalitet och beslutsamhet när det kom till att motstå den brittiska ockupationen av Egypten. Hon hade också hört mycket om honom från sin kusin, vars make var hans allierade, både i motståndsrörelsen och senare i fängelset.
På sin femtonde födelsedag mötte hon sin framtida make för första gången, kort efter att han kommit ut ur fängelset där han avtjänat ett straff på två och ett halvt år för att ha deltagit i motståndsrörelsen som störtade kung Farouk. Jehan och Sadat gifte sig 29 maj 1949 efter mycket tveksamhet och motstånd från hennes föräldrar; de ville inte att deras dotter skulle bli maka till en arbetslös revolutionär.